# FK Torpedo Vladimir
Maillots
Le Torpedo Vladimir (en russe : Торпедо-Владимир) est un club de football russe fondé en 1959 et basé à Vladimir.
Il évolue en quatrième division russe depuis la saison 2023-2024.

## Histoire
Le club est fondé en 1959 sous le nom Troud et intègre dans la foulée la troisième division soviétique. Il dispute son premier match le 18 avril de la même année face au Metallourg Dniepropetrovsk. Devenant le Traktor à partir de l'année suivante, il termine en 1966 premier du deuxième groupe du championnat et accède à la phase finale, où il termine cependant deuxième et échoue à la promotion en deuxième division. La situation se répète trois ans plus tard lorsque l'équipe, cette fois nommée Motor, finit une nouvelle fois deuxième de la phase finale. Prenant par la suite le nom Torpedo de manière définitive à partir de 1972, le club prend part à deux nouvelles phases finales de promotion entre 1974 et 1975, mais échoue à chaque occasion. Ses performances sportives retombent nettement à partir de la fin des années 1970, amenant même le club à se retirer du championnat entre 1982 et 1983, et il lui faut attendre 1989 pour retrouver une place parmi les cinq premiers. 
Après la dissolution de l'Union soviétique, le club est directement promu dans la nouvelle deuxième division russe en 1992, où il termine successivement dixième puis sixième du groupe Ouest, lui permettant d'être maintenu lors du passage du championnat à une poule unique en 1994. Ses performances retombent cependant nettement cette année-là, malgré les performances du jeune Dmitri Viazmikine qui inscrit 24 buts lors de l'exercice, ce qui amène finalement à sa relégation en troisième division en 1995. Malgré cette descente les résultats restent toujours aussi décevants et le Torpedo enchaîne alors une deuxième relégation d'affilée et tombe dans la quatrième division pour la première fois de son histoire.
Après deux années au quatrième échelon, le club profite de la déprofessionnalisation de la division pour retrouver le troisième niveau en 1998. Malgré une dixième place cette saison-là dans le groupe Centre, il connaît une 1999 décevante qui le voit connaître des problèmes financiers et de direction amenant finalement à une dix-huitième place au classement et à une nouvelle relégation à l'échelon inférieur, qui s'accompagne cette fois de la perte de son statut professionnel dans la foulée. Ce passage en amateur est cependant bref, l'équipe remporte le groupe Anneau d'or dès l'année suivante pour retrouver la troisième échelon.
Pour son retour dans le professionnalisme, le Torpedo enchaîne trois saisons en milieu voire bas de classement et ayant pour principal objet la lutte pour le maintien, terminant successivement treizième, seizième puis onzième entre 2001 et 2003. Renforcé en 2004 par les retours des vétérans Dmitri Viazmikine et Ievgueni Dourniev ainsi que par l'arrivée de plusieurs autres joueurs d'expérience comme Igor Menchtchikov, le club parvient cette année-là à remporter le groupe Ouest et la promotion en deuxième division. Cependant, du fait du manque de garanties financières, la direction décide finalement de rester au troisième niveau et refuse la promotion. Les années qui suivent voit l'équipe s'imposer comme un acteur récurrent du haut de classement, terminant ainsi quatre autres fois sur le podium entre 2005 et 2010. Cette dernière année s'achève d'ailleurs sur une nouvelle victoire du club dans le groupe Ouest, qui décide cette fois d'accepter la promotion au deuxième échelon. Parvenant à se maintenir sportivement au terme de la saison 2011-2012, il est cependant relégué administrativement au début du mois de juillet 2012, se voyant retirer son statut professionnel et devant ainsi descendre en quatrième division,.
Après une demi-année à cet échelon, le club parvient à récupérer son statut professionnel pour la saison 2013-2014 et retrouve la troisième division, où il devient par la suite une équipe de milieu-haut de classement terminant régulièrement entre la cinquième et la huitième place.

## Bilan sportif

### Palmarès
| Période russe | Période soviétique |
| - Coupe de Russie - Huitièmes de finale : 2012. - Championnat de Russie de D2 - Sixième : 1993. - Championnat de Russie de D3 - Vainqueur de groupe : 2004 et 2010. - Championnat de Russie amateur - Vainqueur de groupe : 2000. | - Coupe d'Union soviétique - Seizièmes de finale : 1959. - Championnat d'Union soviétique de D2 - Sixième : 1960. - Championnat d'Union soviétique de D3 - Vainqueur de groupe : 1966 et 1969. - Championnat d'Union soviétique de D4 - Vainqueur de groupe : 1970. |

### Classements en championnat
La frise ci-dessous résume les classements successifs du club en championnat d'Union soviétique.
La frise ci-dessous résume les classements successifs du club en championnat de Russie.

### Bilan par saison
Légende
- Promotion en division supérieure
- Relégation en division inférieure

#### Période soviétique
| Saison    | Championnat  | Championnat  | Championnat  | Championnat  | Championnat  | Championnat  | Championnat  | Championnat  | Championnat  | Championnat  | Coupe d'URSS          |
| Saison    | Division     | Pos          | Pts          | J            | V            | N            | D            | BP           | BC           | Diff         | Coupe d'URSS          |
| --------- | ------------ | ------------ | ------------ | ------------ | ------------ | ------------ | ------------ | ------------ | ------------ | ------------ | --------------------- |
| 1959      | 2e Zone 1    | 13e          | 21           | 28           | 6            | 9            | 13           | 26           | 36           | -10          | —                     |
| 1960      | 2e Russie 2  | 6e           | 32           | 28           | 13           | 6            | 9            | 34           | 29           | +5           | Seizièmes de finale   |
| 1961      | 2e Russie 2  | 12e          | 15           | 24           | 5            | 5            | 14           | 16           | 32           | -16          | Finale Q              |
| 1962      | 2e Russie 2  | 11e          | 25           | 30           | 8            | 9            | 13           | 26           | 34           | -8           | Demi-finales Q        |
| 1963      | 3e Russie 1  | 5e           | 36           | 30           | 12           | 12           | 6            | 26           | 23           | +3           | Quarts de finale Q    |
| 1964      | 3e Russie 2  | 5e           | 37           | 32           | 14           | 9            | 9            | 34           | 26           | +8           | Quarts de finale Q    |
| 1965      | 3e Russie 2  | 13e          | 34           | 36           | 13           | 8            | 15           | 43           | 47           | -4           | —                     |
| 1966      | 3e Russie 2  | 1er          | 47           | 34           | 18           | 11           | 5            | 42           | 20           | +22          | Huitièmes de finale Q |
| 1967      | 3e Russie 2  | 7e           | 39           | 36           | 13           | 13           | 10           | 32           | 23           | +9           | Demi-finales Q        |
| 1968      | 3e Russie 1  | 5e           | 49           | 38           | 18           | 13           | 7            | 28           | 18           | +10          | Seizièmes de finale Q |
| 1969      | 3e Russie 1  | 1er          | 42           | 32           | 16           | 10           | 6            | 45           | 23           | +22          | —                     |
| 1970      | 4e Russie 1  | 1er          | 46           | 32           | 16           | 14           | 2            | 36           | 17           | +19          | —                     |
| 1971      | 3e Zone 4    | 9e           | 38           | 38           | 12           | 14           | 12           | 39           | 44           | -5           | —                     |
| 1972      | 3e Zone 4    | 9e           | 37           | 36           | 11           | 15           | 10           | 45           | 44           | +1           | —                     |
| 1973      | 3e Zone 4    | 3e           | 41           | 34           | 19           | 6            | 9            | 65           | 32           | +33          | —                     |
| 1974      | 3e Zone 3    | 1er          | 54           | 38           | 21           | 12           | 5            | 62           | 27           | +35          | —                     |
| 1975      | 3e Zone 3    | 2e           | 53           | 38           | 22           | 9            | 7            | 60           | 25           | +35          | —                     |
| 1976      | 3e Zone 4    | 9e           | 41           | 40           | 13           | 15           | 12           | 32           | 31           | +1           | —                     |
| 1977      | 3e Zone 3    | 15e          | 33           | 40           | 9            | 15           | 16           | 35           | 51           | -16          | —                     |
| 1978      | 3e Zone 1    | 12e          | 48           | 46           | 19           | 10           | 17           | 45           | 40           | +5           | —                     |
| 1979      | 3e Zone 3    | 14e          | 49           | 48           | 19           | 11           | 18           | 66           | 59           | +7           | —                     |
| 1980      | 3e Zone 1    | 9e           | 37           | 36           | 16           | 5            | 15           | 46           | 42           | +4           | —                     |
| 1981      | 3e Zone 2    | 17e          | 16           | 32           | 6            | 4            | 22           | 24           | 57           | -33          | —                     |
| 1982-1983 | Club inactif | Club inactif | Club inactif | Club inactif | Club inactif | Club inactif | Club inactif | Club inactif | Club inactif | Club inactif | —                     |
| 1984      | 3e Zone 2    | 17e          | 13           | 32           | 2            | 9            | 21           | 21           | 64           | -43          | —                     |
| 1985      | 3e Zone 1    | 13e          | 22           | 32           | 7            | 8            | 17           | 23           | 53           | -30          | —                     |
| 1986      | 3e Zone 1    | 12e          | 23           | 30           | 7            | 9            | 14           | 30           | 39           | -9           | —                     |
| 1987      | 3e Zone 1    | 11e          | 26           | 32           | 6            | 14           | 12           | 30           | 36           | -6           | —                     |
| 1988      | 3e Zone 1    | 10e          | 41           | 38           | 15           | 11           | 12           | 51           | 55           | -4           | —                     |
| 1989      | 3e Zone 1    | 4e           | 57           | 42           | 21           | 15           | 6            | 61           | 25           | +36          | —                     |
| 1990      | 3e Centre    | 12e          | 41           | 42           | 18           | 5            | 19           | 55           | 51           | +4           | —                     |
| 1991      | 3e Centre    | 3e           | 57           | 42           | 26           | 5            | 11           | 79           | 40           | +39          | 32es de finale        |
| 1991      | 3e Centre    | 3e           | 57           | 42           | 26           | 5            | 11           | 79           | 40           | +39          | 32es de finale        |

#### Période russe
| Saison    | Championnat    | Championnat | Championnat | Championnat | Championnat | Championnat | Championnat | Championnat | Championnat | Championnat | Coupe de Russie     |
| Saison    | Division       | Pos         | Pts         | J           | V           | N           | D           | BP          | BC          | Diff        | Coupe de Russie     |
| --------- | -------------- | ----------- | ----------- | ----------- | ----------- | ----------- | ----------- | ----------- | ----------- | ----------- | ------------------- |
| 1992      | 2e Ouest       | 10e         | 33          | 34          | 12          | 9           | 13          | 53          | 53          | 0           | —                   |
| 1993      | 2e Ouest       | 6e          | 51          | 42          | 22          | 7           | 13          | 67          | 53          | +14         | 32es de finale      |
| 1994      | 2e             | 19e         | 31          | 42          | 13          | 5           | 24          | 52          | 81          | -29         | 64es de finale      |
| 1995      | 3e Centre      | 20e         | 35          | 40          | 10          | 5           | 25          | 42          | 80          | -38         | 32es de finale      |
| 1996      | 4e Zone 4      | 4e          | 55          | 30          | 17          | 4           | 9           | 47          | 35          | +12         | 32es de finale      |
| 1997      | 4e Zone 4      | 3e          | 73          | 36          | 21          | 10          | 5           | 60          | 27          | +33         | 256es de finale     |
| 1998      | 3e Centre      | 10e         | 55          | 40          | 15          | 10          | 15          | 37          | 37          | 0           | 128es de finale     |
| 1999      | 3e Centre      | 18e         | 25          | 36          | 6           | 7           | 23          | 35          | 64          | -29         | 32es de finale      |
| 2000      | 4e Anneau d'or | 1er         | 74          | 28          | 24          | 2           | 2           | 75          | 18          | +57         | 256es de finale     |
| 2001      | 3e Ouest       | 13e         | 46          | 38          | 13          | 7           | 18          | 40          | 52          | -12         | —                   |
| 2002      | 3e Ouest       | 16e         | 33          | 38          | 8           | 9           | 21          | 40          | 68          | -28         | 128es de finale     |
| 2003      | 3e Ouest       | 11e         | 44          | 36          | 11          | 11          | 14          | 37          | 48          | -11         | 256es de finale     |
| 2004      | 3e Ouest       | 1er         | 64          | 32          | 18          | 10          | 4           | 59          | 22          | +37         | Tour préliminaire   |
| 2005      | 3e Ouest       | 3e          | 59          | 32          | 16          | 11          | 5           | 50          | 23          | +37         | 256es de finale     |
| 2006      | 3e Ouest       | 5e          | 57          | 34          | 16          | 9           | 9           | 53          | 36          | +17         | Seizièmes de finale |
| 2007      | 3e Ouest       | 4e          | 52          | 30          | 15          | 7           | 8           | 44          | 27          | +17         | 32es de finale      |
| 2008      | 3e Ouest       | 2e          | 79          | 36          | 24          | 7           | 5           | 54          | 14          | +40         | 32es de finale      |
| 2009      | 3e Ouest       | 2e          | 73          | 36          | 22          | 7           | 7           | 59          | 25          | +34         | Seizièmes de finale |
| 2010      | 3e Ouest       | 1er         | 68          | 32          | 20          | 8           | 4           | 64          | 25          | +39         | Seizièmes de finale |
| 2011-2012 | 2e             | 12e         | 61          | 48          | 17          | 10          | 21          | 62          | 73          | -11         | 32es de finale      |
| 2011-2012 | 2e             | 12e         | 61          | 48          | 17          | 10          | 21          | 62          | 73          | -11         | Huitièmes de finale |
| 2012      | 4e Anneau d'or | 4e          | 27          | 14          | 8           | 3           | 3           | 34          | 6           | +28         | 32es de finale      |
| 2013-2014 | 3e Ouest       | 6e          | 49          | 32          | 14          | 7           | 11          | 48          | 38          | +10         | 256es de finale     |
| 2014-2015 | 3e Ouest       | 8e          | 48          | 30          | 14          | 6           | 10          | 41          | 36          | +5          | 128es de finale     |
| 2015-2016 | 3e Ouest       | 5e          | 51          | 28          | 14          | 9           | 5           | 37          | 24          | +13         | 128es de finale     |
| 2016-2017 | 3e Ouest       | 7e          | 35          | 26          | 9           | 8           | 9           | 30          | 31          | -1          | 64es de finale      |
| 2017-2018 | 3e Ouest       | 8e          | 36          | 26          | 10          | 6           | 10          | 38          | 34          | +4          | 32es de finale      |
| 2018-2019 | 3e Ouest       | 8e          | 33          | 24          | 9           | 6           | 9           | 31          | 27          | +4          | 128es de finale     |
| 2019-2020 | 3e Ouest       | 4e          | 30          | 17          | 8           | 6           | 3           | 23          | 17          | +6          | 128es de finale     |
| 2020-2021 | 3e Groupe 2    | 9e          | 39          | 30          | 12          | 3           | 15          | 40          | 40          | 0           | 128es de finale     |
| 2021-2022 | 3e Groupe 2    | 13e         | 29          | 16          | 9           | 2           | 5           | 23          | 20          | +3          | Phase de groupes    |
| 2022-2023 | 3e Groupe 2    | 6e          | 32          | 22          | 9           | 5           | 8           | 26          | 33          | -7          | 32es de finale      |

## Entraîneurs
La liste suivante présente les différents entraîneurs du club depuis 1959.
- Iouri Khodotov (1959)
- Iouri Verba (1960)
- Mikhaïl Antonevitch (1961-1963)
- Ievgueni Kouznetsov (1964)
- Mikhaïl Antonevitch (1965)
- Vladimir Ioulyguine (1966)
- Iouri Lioudnitski (1967)
- Vladimir Ioulyguine (1968-1971)
- Valeri Bekhteniev (1972)
- Ivan Zolotoukhine (1973-septembre 1976)
- Vladimir Ioulyguine (novembre 1976-juin 1980)
- Gueorgui Terentiev (juillet 1980-1981)
- Ievgueni Liksakov (1984)
- Valeri Svintsov (1985-1987)
- Iouri Pianov (1988-1994)
- Nikolaï Paveliev (1995-1996)
- Ievgueni Skomorokhov (1997)
- Anatoli Soloviov (1998)
- Iouri Pianov (1999-juin 2001)
- Valeri Ivanov (juin 2001-mai 2002)
- Ievgueni Skomorokhov (mai 2002-septembre 2002)
- Valeri Ivanov (septembre 2002-décembre 2003)
- Oleg Stogov (décembre 2003-décembre 2006)
- Ievgueni Dourniev (décembre 2006-septembre 2011)
- Aleksandr Akimov (septembre 2011-juin 2014)
- Ievgueni Dourniev (juin 2015-octobre 2016)
- Aleksandr Akimov (octobre 2016-juin 2018)
- Dmitri Viazmikine (juin 2018-juin 2021)
- Sergueï Doubrovine (depuis juillet 2021)

## Identité visuelle

Logo jusqu'en 2015.
Logo depuis 2015.